# Nikolai Jakowlewitsch Matjuchin
Nikolai Jakowlewitsch Matjuchin (russisch Николай Яковлевич Матюхин, englische Transkription Nikolay Yakovlevich Matyukhin; * 8. Februar 1927; † 4. März 1984) war ein sowjetischer Computeringenieur.

## Leben
Matjuchin studierte am Moskauer Institut für Elektrotechnik (MPEI) in der Fakultät für Radiotechnik mit dem Abschluss 1950. Trotz Erfindungen auf radiotechnischem Gebiet durfte er seine Forschung und sein Promotionsstudium dort nicht fortsetzen, da er nach damaliger Redeweise der Sohn eines Staatsfeindes war. Stattdessen ging er in das Designteam von Isaak Bruk, wo er 1950/51 verantwortlich war für die praktische Seite des Baus des von Bruk entworfenen Computers M-1. Dieser war mit dem MESM von Sergei Alexejewitsch Lebedew in Kiew und dem Strela von Baschir Ramejew der erste sowjetische elektronische Computer. Dabei arbeiteten Bruk und Matjuchin in Geheimhaltung unabhängig und ohne Kenntnis der Arbeit von Lebedew. Kennzeichen des M-1 waren Instruktionen mit zwei Adressen für die Operanden, Verwendung von Halbleiterlogik (Dioden) statt Röhren, gewöhnlichen Fernschreibern als Input/Output-Einheiten und einem Speicher aus Kathodenröhren (aus Oszilloskopen) – zusätzlich gab es noch einen Magnettrommelspeicher (insgesamt 512 Wörter zu je 25 Bit). Der M-1 hatte eine Leistung von 20 Instruktionen pro Sekunde.
Die M-Serie wurde zu rein wissenschaftlichen Zwecken verwendet – erster Nutzer war der Mathematiker Sergei Lwowitsch Sobolew aus Kurtschatows Labor, der die Maschine für Kernreaktor-Rechnungen benutzte.
Matjuchin leitete auch die Entwicklung des M-3, ein kleiner Computer für wissenschaftliche Zwecke, der 1956 vollendet wurde (zusätzlich beteiligt war die Gruppe von B. M. Kagan am All-Unions-Institut für Elektronische Maschinen). Der Rechner wurde zur Grundlage der Minsk-Serie unter Georgi Pawlowitsch Lopato (der auch an der M-3-Entwicklung beteiligt war).
Matjuchin setzte seine Arbeit als Chefkonstrukteur des Instituts für Automatische Instrumentation (IAI) des Ministeriums für Radio fort. Er leitete die Entwicklung der Computer Tetiva und Iset der zweiten und dritten Generation, die in der Luft- und Raketenabwehr eingesetzt wurden. Von ihm entworfene Computer für die Luftabwehr waren von 1965 bis 1992 in Produktion. Nach der Einführung der ES-Computer ab Ende der 1960er-Jahre passte er deren Architektur auch für die Verwendung bei mobilen Computern und On Board-Rechnern an, um auch auf diesem Gebiet eine Vereinheitlichung zu erzielen. Matjuchin begründete auch eine Schule für automatisiertes Design von Prozessoren.
Unabhängig von Maurice Wilkes in England führte er die Mikroprogrammierung ein.
1976 erhielt er den Staatspreis der UdSSR und 1979 wurde er korrespondierendes Mitglied der Sowjetischen Akademie der Wissenschaften.